# Benjamin Nivet
Benjamin Nivet (Chatres, Francia, 2 de enero de 1977) es un exfutbolista francés que jugaba como centrocampista y pasó buena parte de su carrera en el E.S. Troyes A.C. de Francia. Era un centrocampista ofensivo. Firmó un contacto de tres años con SM Caen el 8 de junio de 2007, un club recién ascendido a la Ligue 1. Después de cinco años en SM Caen, regresó de nuevo a Troyes, ascendido a la Ligue 1, donde firmó un contrato de un año.

## Carrera del club

### AJ Auxerre
Comenzando su carrera como un joven con AJ Auxerre, Nivet hizo sus partidos de liga por primera vez en la temporada 1997-98. Sin embargo, para el final de la temporada siguiente, había hecho sólo doce apariciones posteriores.

### Châteauroux
Fue enviado a préstamo a LB Châteauroux equipo de la Ligue 2 para la temporada 1999-2000, antes de hacer el cambio permanente para la próxima temporada.
Después de establecerse como un regular de LB Châteauroux, hizo el paso de nuevo a la Ligue 1 con Troyes

### Troyes
En enero de 2002 fue fichado por el Troyes. A pesar de un comienzo lento, Nivet se estableció con una temporada regular en Troyes, descendiendo en la temporada 2002-03, y ha estado casi siempre presente desde entonces.
Con el uso de la camiseta número 10, Nivet ha demostrado que tiene un olfato de gol, con un peso con 12 goles en la temporada con el Troyes en la promoción 2005-06.

### SM Caen
Después de cinco años en SM Caen, no pudo evitar el descenso al final de la temporada 2011-12. 

### 2º Troyes
Fichó por el Troyes como agente libre el 11 de junio de 2012.

### Retirada
En mayo de 2019 anunció su retirada del fútbol profesional a la edad de 42 años una vez finalizara la temporada.

## Clubes
| Club           | País    | Año         | PJ  | G  |
| -------------- | ------- | ----------- | --- | -- |
| AJ Auxerre     | Francia | 1997 - 1999 | 15  | 0  |
| LB Châteauroux | Francia | 1999 - 2002 | 92  | 14 |
| Troyes         | Francia | 2002 - 2007 | 173 | 34 |
| SM Caen        | Francia | 2007 - 2012 | 178 | 24 |
| Troyes         | Francia | 2012 - 2019 | 196 | 45 |